# ویلا گودی
ویلا گودی یک ویلای اشرافی در لوگو دی ویچنزا، ونتو، شمال ایتالیا است. این یکی از اولین پروژه‌های معمار ایتالیایی دوره رنسانس آندره آ پالادیو بود که در پژوهش چهار کتاب معماری او به اثبات رسیده‌است. این کار که توسط برادران جیرولامو، پیترو و مارکانتونیو گودی سفارش داده شده بود، در سال ۱۵۳۷ آغاز شد و در سال ۱۵۴۲ پس از تغییرات بعدی در ورودی عقبی ساختمان و باغ‌ها به پایان رسید.

از چهار کتاب معماری ویلا گودی (۱۵۷۰)
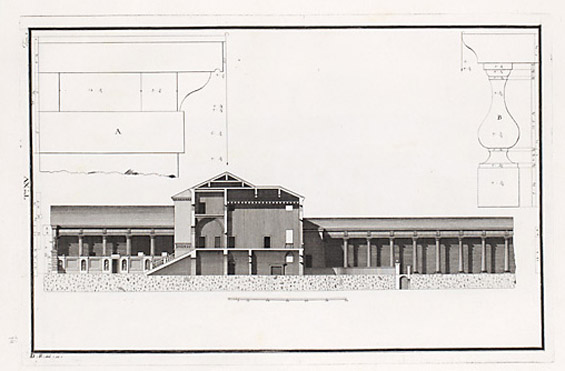
مقطع (اوتاویو برتوتی اسکاموزی، ۱۷۷۸)

## نقاشی‌های دیواری
فضای داخلی ساختمان ابتدا توسط گوالتیرو پادووانو و سپس توسط جیووانی باتیستا زلوتی و باتیستا دل مورو با نقاشی‌های دیواری تزئین شده‌است.

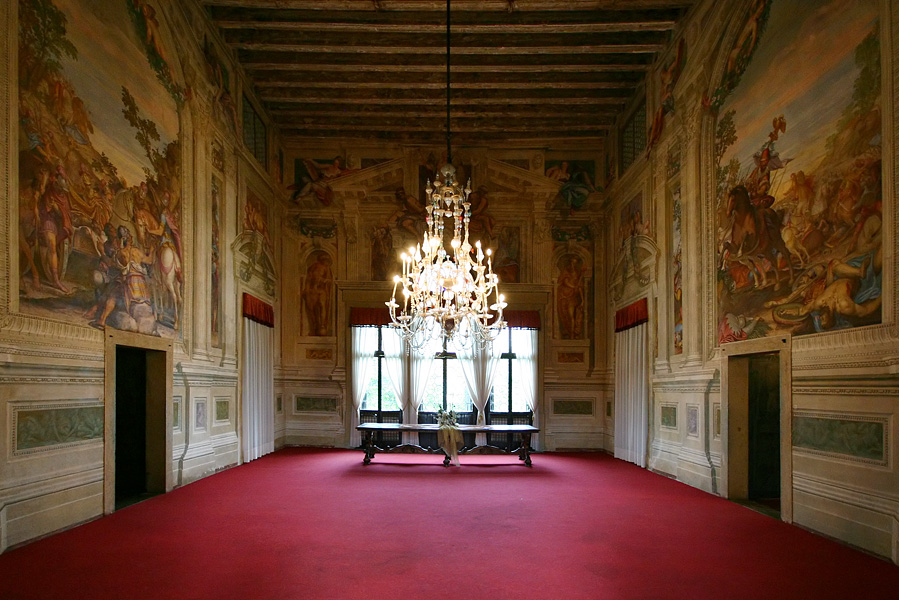
نقاشی‌های دیواری سالن در مرکز ویلا

## نگارخانه

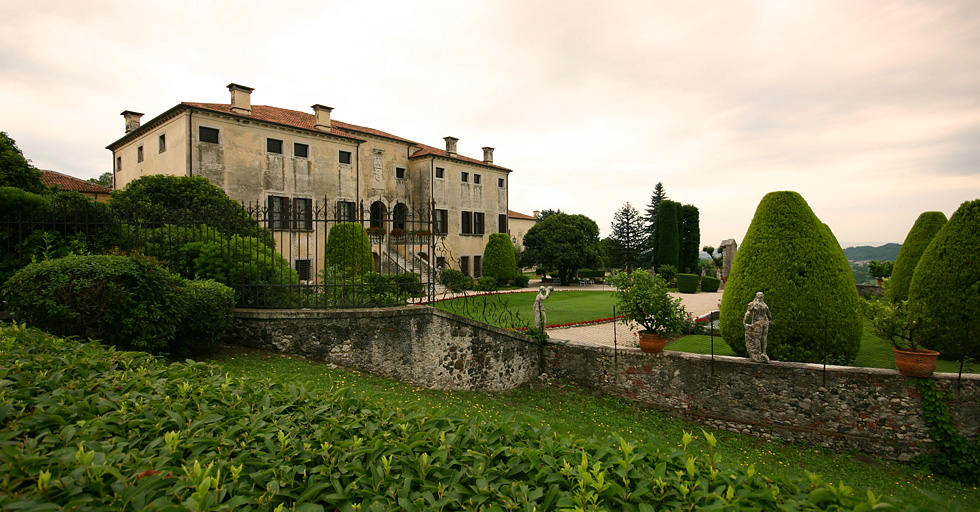
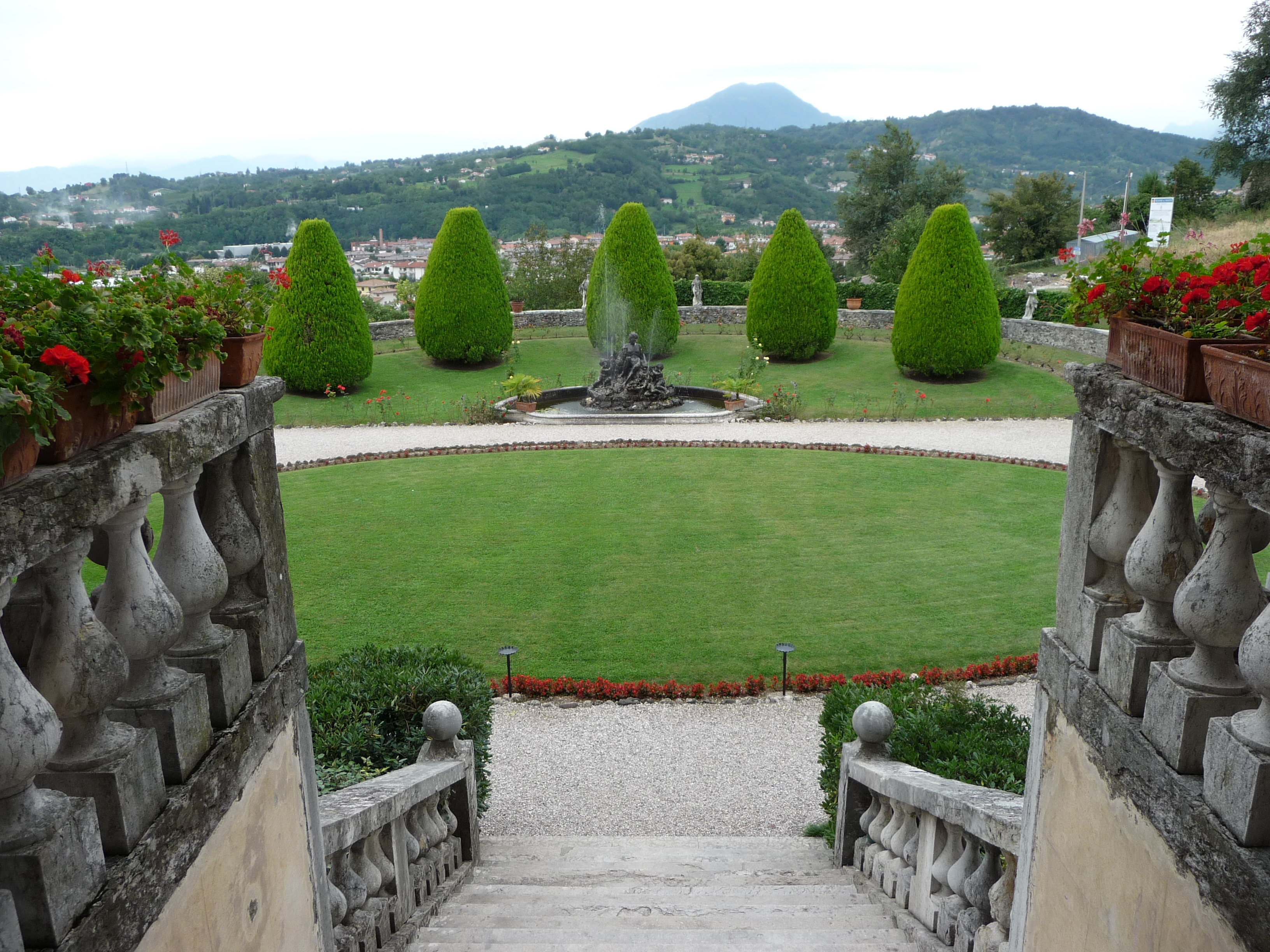
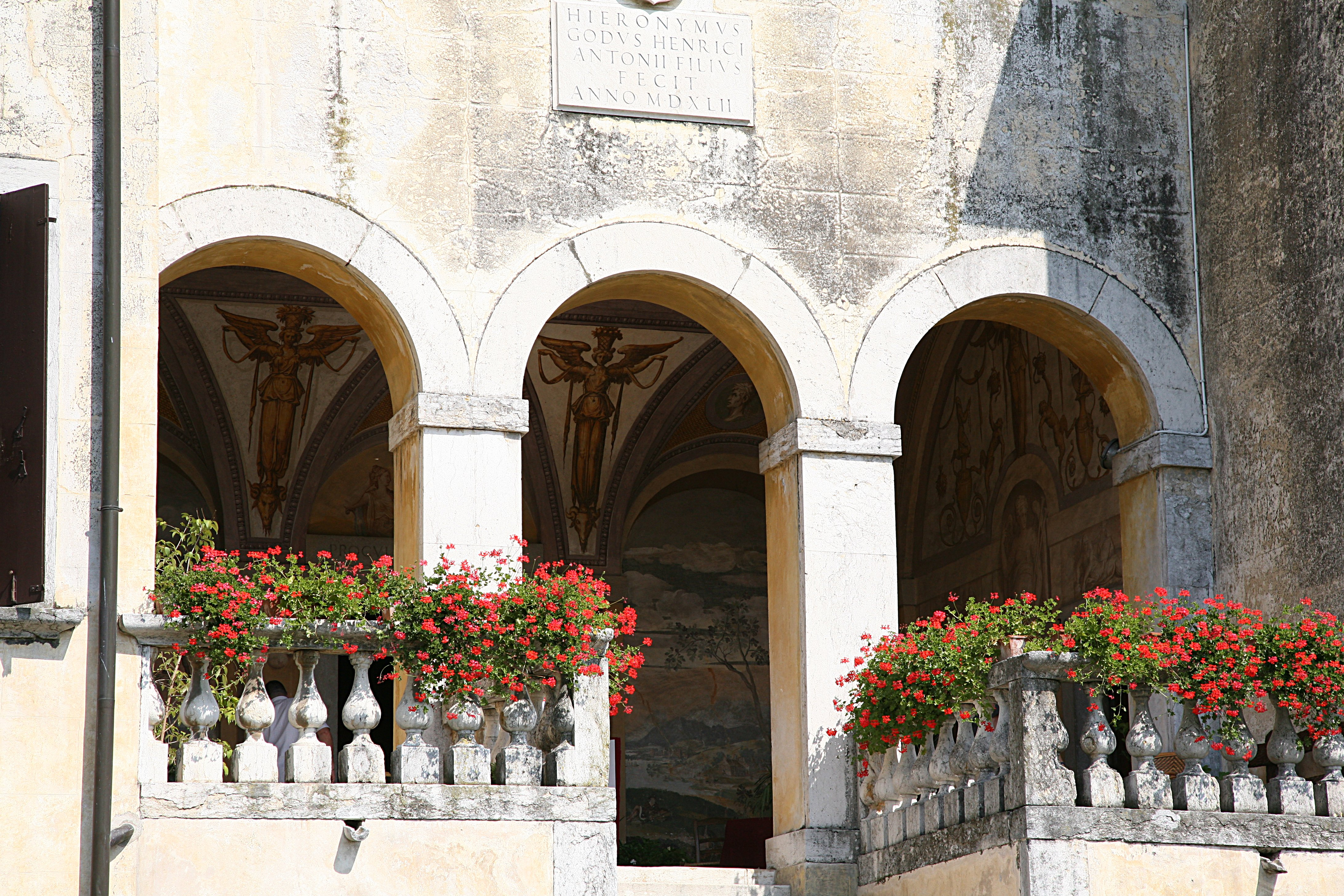
ورودی قلعه
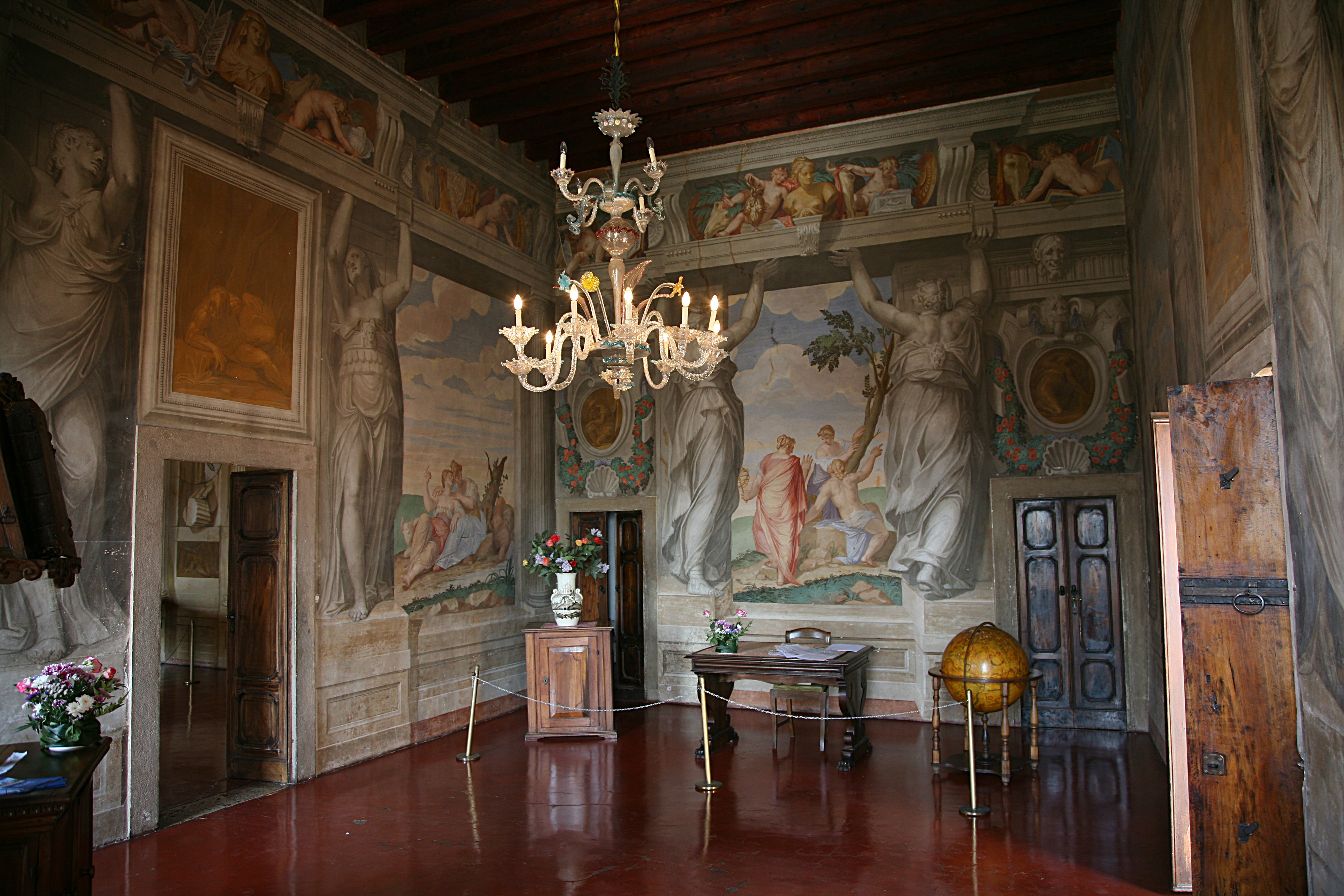